# Cour Saint-Émilion (metrostation)
Cour Saint-Émilion is een station van de metro in Parijs langs metrolijn 14 in het 12de arrondissement en werd geopend op 15 oktober 1998, gelijktijdig met de initiële openstelling van het begintracé Madeleine - Bibliothèque François Mitterrand.

## Situering
Het station is vernoemd naar een wijn uit Bordeaux en het naastgelegen uitgaansgebied Bercy Village, waarvan de hoofdstraat eveneens de naam Cour Saint-Émilion draagt. Dit uitgaansgebied herbergt een groot scala aan restaurants en een van de grootste bioscopen van Parijs. Daarnaast dient het metrostation als zuidelijke toegangspoort tot het park Parc de Bercy. Zowel dit park als Bercy Village zijn het resultaat van een omvangrijke herstructurering in de jaren 90.

## In de omgeving
- Bercy Village
- Parc de Bercy
- Passerelle Simone-de-Beauvoir

Saint-Denis Pleyel · 
Mairie de Saint-Ouen · 
Saint-Ouen · 
Porte de Clichy · 
Pont Cardinet · 
Saint-Lazare · 
Madeleine · 
Pyramides · 
Châtelet · 
Gare de Lyon · 
Bercy · 
Cour Saint-Émilion · 
Bibliothèque François Mitterrand · 
Olympiades · 
Maison Blanche · 
Hôpital Bicêtre · 
Villejuif - Gustave Roussy · 
L'Haÿ-les-Roses · 
Chevilly-Larue · 
Thiais - Orly · 
Aéroport d'Orly